# Landkreis Lublin
Powiat Lublin (niem. Landkreis Lublin, Kreishauptmannschaft Lublin-Land, pol. powiat lubelski) – jednostka podziału administracyjnego Generalnego Gubernatorstwa w latach 1939–1944, wchodząca w skład dystryktu lubelskiego. Siedziba powiatu znajdowała się w Lublinie, który nie wchodził w skład powiatu, stanowiąc odrębny powiat miejski.
Po wybuchu II wojny światowej i agresji ZSRR na Polskę obszar II Rzeczypospolitej przedzieliła Linia Mołotowa. Na części terenów II RP okupowanych wojskowo przez III Rzeszę (a więc tej, która nie została anektowana bezpośrednio przez Niemców), na podstawie dekretu Adolfa Hitlera z 12 października 1939 (z mocą obowiązującą od 26 października 1939), utworzono jednostkę administracyjno-terytorialną o nazwie Generalne Gubernatorstwo. Generalne Gubernatorstwo podzielone na cztery dystrykty, a te z kolei były podzielone na powiaty, gminy zbiorowe i wsie (właściwie dawne polskie gromady).
Jednym z powiatów dystryktu lubelskiego był Landkreis Lublin. Objął on początkowo obszary należące przed wojną do dwóch powiatów w województwie lubelskim:
- powiatu lubelskiego (w całości) – 16 gmin wiejskich: Bełżyce, Brzeziny, Bychawa, Chodel, Jastków, Jaszczów, Konopnica, Krzczonów, Mełgiew, Niedrzwica, Piaski, Piotrków, Piotrowice, Wojciechów, Wólka i Zemborzyce;
- powiatu lubartowskiego (częściowo) – miasto Łęczna oraz 3 gminy wiejskie: Niemce, Spiczyn i Ludwin – tę ostatnią początkowo nazywano gminą Zezulin z siedzibą w Zezulinie[4].

1 września 1941 zmieniono południowy zasięg Landkreis Radzyn, włączając jego południowe gminy do Landkreis Pulawy i Landkreis Lublin. Do Landkreis Lublin włączono:
- 2 miasta  – Lubartów i Ostrów,
- 10 gmin wiejskich – Firlej, Kamionka, Luszawa, Łucka, Rudno, Samoklęski, Serniki, Tarło, Tyśmienica i Uścimów.

Spośród nowo włączonych jednostek, miasto Ostrów oraz gminy Tyśmienica i Uścimów należały przed wojną do powiatu włodawskiego, a wszystkie pozostałe jednostki do powiatu lubartowskiego. Włączenie do Landkreis Lublin gmin Kamionka, Łucka i Samoklęski umożliwiło wyrównanie skomplikowanej linii granicznej w tym rejonie, głównie z gminą Niemce, gdzie występowały niekorzystne eksklawy, kliny i przeguby:
| Miejscowość         | Wyłączona z gminy: | Włączona do gminy: | Liczba mieszk. |
| ------------------- | ------------------ | ------------------ | -------------- |
| Majdan Krasieniński | Samoklęski         | Niemce             | 673            |
| Krasienin           | Samoklęski         | Niemce             | 327            |
| Krasienin-Kolonia   | Samoklęski         | Niemce             | 474            |
| Osówka              | Samoklęski         | Niemce             | 322            |
| Wola Krasienińska   | Samoklęski         | Niemce             | 232            |
| Kierzkówka          | Samoklęski         | Kamionka           | 438            |
| Dąbrówka            | Kamionka           | Samoklęski         | 524            |
| Bratnik             | Niemce             | Samoklęski         | 104            |
| Majdan Kozłowiecki  | Niemce             | Łucka              | 208            |

Po zmianie tej Landkreis Lublin stał się największym powiatem dystryktu lubelskiego pod względem ludności. Składał się z trzech miast (Lubartów, Łęczna i Ostrów Lubelski) oraz 29 gmin wiejskich, podzielonych na 475 wsi (gromad): Bełżyce, Brzeziny, Bychawa, Chodel, Firlej, Jastków, Jaszczów, Kamionka, Konopnica, Krzczonów, Ludwin, Luszawa, Łucka, Mełgiew, Niedrzwica, Niemce, Piaski, Piotrków, Piotrowice,  Rudno, Samoklęski, Serniki, Spiczyn, Tarło, Tyśmienica, Uścimów, Wojciechów, Wólka i Zemborzyce. 
1 września 1943 z Landkreis Lublin wyłączono położoną w odległym, południowo-zachodnim krańcu powiatu gminę Chodel, włączając ją do Landkreis Pulawy, redukując tym samaym liczbę gmin wiejskich do 28.
W Lubartowie utworzono komisariat ziemski starostwa Landkreis Lublin: Landeskomissariat Lubartow.
W latach 1941–1944 na terenie Landkreis Lublin naziści operowali obóz koncentracyjny na Majdanku pod Lublinem.
Landkreis Lublin funkcjonował do 25 lipca 1944. 22 sierpnia 1944 przywrócono powiaty lubelski, lubartowski i włodawski o przedwojennych granicach w nowym województwie lubelskim.

## Miejscowości
Lista największych miejscowości w Landkreis Lublin w 1943 roku:
| Miejscowość          | Status | Liczba mieszkańców 1.III.1943 | Gmina           |
| -------------------- | ------ | ----------------------------- | --------------- |
| Lublin               | miasto | 95596                         | Lublin-Stadt    |
| Lubartów             | miasto | 5696                          | Lubartów        |
| Trawniki             | wieś   | 5476                          | Jaszczów        |
| Ostrów Lubelski      | miasto | 3274                          | Ostrów Lubelski |
| Piaski               | wieś   | 2606                          | Piaski          |
| Bełżyce              | wieś   | 2532                          | Bełżyce         |
| Czechów              | wieś   | 2449                          | Konopnica       |
| Niedrzwica Duża      | wieś   | 2256                          | Niedrzwica      |
| Kamionka             | wieś   | 2200                          | Kamionka        |
| Łęczna               | miasto | 2191                          | Łęczna          |
| Niemce               | wieś   | 1990                          | Niemce          |
| Dys                  | wieś   | 1708                          | Niemce          |
| Bychawa              | wieś   | 1596                          | Bychawa         |
| Motycz               | wieś   | 1576                          | Konopnica       |
| Wola Sernicka        | wieś   | 1546                          | Serniki         |
| Wrotków              | wieś   | 1506                          | Zemborzyce      |
| Rozkopaczów          | wieś   | 1474                          | Ludwin          |
| Krzczonów            | wieś   | 1464                          | Krzczonów       |
| Niedrzwica Kościelna | wieś   | 1463                          | Niedrzwica      |
| Rury Jezuickie       | wieś   | 1375                          | Konopnica       |
| Jabłonna             | wieś   | 1361                          | Piotrków        |
| Radawiec Duży        | wieś   | 1337                          | Konopnica       |
| Nasutów              | wieś   | 1335                          | Niemce          |
| Palikije             | wieś   | 1309                          | Wojciechów      |
| Jastków              | wieś   | 1294                          | Jastków         |
| Wola Gałęzowska      | wieś   | 1289                          | Bychawa         |
| Biskupice            | wieś   | 1276                          | Jaszczów        |
| Puchaczów            | wieś   | 1235                          | Brzeziny        |
| Wojciechów           | wieś   | 1221                          | Wojciechów      |
| Brzostówka           | wieś   | 1174                          | Serniki         |
| Piotrków II          | wieś   | 1167                          | Piotrków        |
| Jawidz               | wieś   | 1159                          | Spiczyn         |
| Firlej               | wieś   | 1153                          | Firlej          |
| Leszkowice           | wieś   | 1126                          | Luszawa         |
| Kozłówka             | wieś   | 1124                          | Kamionka        |
| Nowawola             | wieś   | 1120                          | Serniki         |
| Wierzchowiska        | wieś   | 1093                          | Piaski          |
| Mełgiew              | wieś   | 1091                          | Mełgiew         |
| Skrzynice            | wieś   | 1090                          | Piotrków        |
| Babin                | wieś   | 1079                          | Bełżyce         |
| Zawieprzyce          | wieś   | 1061                          | Spiczyn         |
| Pałecznica           | wieś   | 1061                          | Tarło           |
| Minkowice            | wieś   | 1048                          | Mełgiew         |
| Osmolice             | wieś   | 1036                          | Piotrowice      |
| Jaszczów             | wieś   | 1033                          | Jaszczów        |
| Piotrków I           | wieś   | 1020                          | Piotrków        |
| Krępiec              | wieś   | 1017                          | Bełżyce         |